# Idea kodairai
Idea kodairai är en fjärilsart som beskrevs av Jinhaku Sonan 1936. Idea kodairai ingår i släktet Idea och familjen praktfjärilar. Inga underarter finns listade i Catalogue of Life.